# التیتود (میسیسیپی)
التیتود، می‌سی‌سی‌پی (به انگلیسی: Altitude, Mississippi) یک منطقهٔ مسکونی در ایالات متحده آمریکا است که در ایالت میسیسیپی واقع شده‌است.

## خصوصیات
التیتود ۱۳۴٫۱۱ متر بالاتر از سطح دریا واقع شده‌است.